# Ngâm

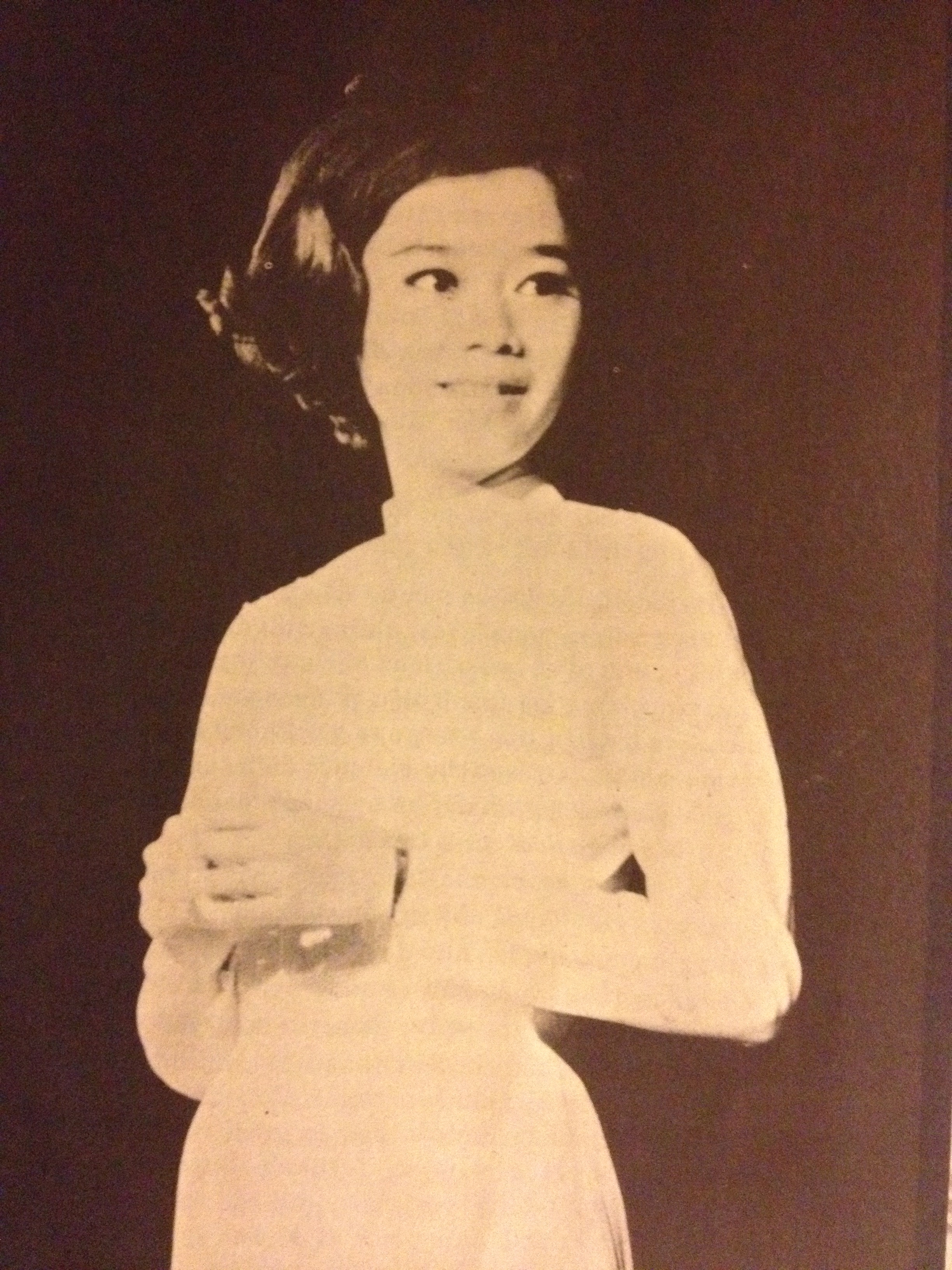
Ngâm sĩ Hoàng Oanh.

Ngâm (Chữ Nho: 吟) là phiếm danh của một hình thức diễn xướng thi phú bằng lối luyến láy, cầm chữ và nhả chữ.

## Lịch sử
Chưa có cứ liệu xác định ngâm xuất hiện từ bao giờ, nhưng ngay từ những năm đầu thế kỷ XX, hình thức này đã rất phổ biến trong giới nghệ sĩ và ham thích thơ. Vào năm 1955, ở Sài Gòn, hai thi sĩ Đinh Hùng và Tô Kiều Ngân đã sáng lập trên Đài Vô tuyến Việt Nam tiết mục Thi văn Tao Đàn, phát thanh vào mỗi tối thứ Bảy từ lúc 21:15 cho đến 22:00 với giọng diễn đọc của Đinh Hùng, Thanh Nam, Thái Thủy, lần đầu tiên ngâm được đưa lên truyền thông đại chúng. Sau đó ít lâu còn thêm tiết mục Mây tần của thi sĩ Kiên Giang với chủ yếu là thơ. Ở Hà Nội cũng có tiết mục Tiếng thơ của Đài Tiếng nói Việt Nam, hiện nay vẫn được duy trì.

## Nghệ thuật
Nghệ thuật của ngâm khá gần ca trù, nhưng đôi lúc được kết hợp với hát để gia tăng sự đặc sắc, thông thường phải dạo một khúc ngâm rồi mới hát. Ngâm sĩ biểu diễn hoàn toàn ngẫu hứng và thường có tiếng sáo đệm theo. Nhạc sĩ Trần Quang Hải đã thống kê được một số làn điệu ngâm như sau:

### Giọng Bắc
Ngâm phát triển khá mạnh ở lối nói Bắc, với nhiều sự phân nhánh.
- Sa mạc[2][3]: Thang âm sa mạc rất đặc biệt, có sự hiện hữu của quãng ba trung (tierce neutre / neutral third), có nghĩa là quãng ba ở chính giữa hai quãng ba thứ (tierce mineure / minor third) và quãng ba trưởng (tierce majeure / major third). Thang âm (échelle musicale / musical scale) Do, Mi trung, Fa, Sol, Sib, Do. Ngâm sĩ phải biết thể luật ngâm theo điệu sa mạc. Tất cả chữ chót của câu thơ bằng dấu huyền như "làng, buồn, tình, đời" thì phải ngâm ở nốt Do. Còn chữ chót của câu thơ bằng không dấu như "thương, yêu, tôi, anh, em" thì ngâm ở nốt Mi trung.
- Bồng mạc[4] (Lẩy Kiều): Điệu này chỉ dùng để ngâm Truyện Kiều. Thang âm gần giống như sa mạc nhưng không có quãng ba trung mà là quãng ba thứ, và được trình bày như Do, Mib, Fa, Sol, Sib, Do. Khi ngâm ngừng ở chữ dấu huyền ở cuối câu thơ thì phải ngâm ở nốt Do. Khi chữ chót của câu thơ là không dấu thì phải ngâm ở nốt Fa. Do đó, tạo sự khác biệt giữa sa mạc và bồng mạc.
- Ru: Ru dựa trên thang âm Do, Re, Fa, Sol, La, Do. Chữ có dầu huyền ở cuối câu thơ phải ngâm ở nốt Do, nếu chữ chót không dấu thì phải ngâm ở nốt Fa.
- Hát nói: Thang âm của hát nói như Do, Fa, Lab, Do. Chữ chót của câu thơ là dấu huyền thì phải ngâm ở nốt Do, nếu chữ chót là không dấu thì ngâm ở nốt Fa.

### Giọng Trung
Ở lối nói Trung có điệu Huế, dựa trên thang âm Trung Kỳ (được nghe lúc hò mái nhì mái đẩy). Thang âm gồm những nốt nhạc như sau: Do, Re (hơi thấp), Fa (hơi cao), Sol, La (hơi thấp), Do. Nốt cuối câu có thể ở nốt Do hay nốt Fa tùy theo ngâm sĩ muốn dừng ở đău.

### Giọng Nam
Ở lối nói Nam, thường ngâm sĩ chỉ xướng Lục Vân Tiên. Thang âm Do, Mib, Fa, Sol, La, Do. Chữ chót là dấu huyền thì phải ngâm ở nốt Do. Nếu chữ chót là không dấu thì phải ngâm ở nồt Fa.

## Ngâm sĩ
- Hồ Điệp[5]
- Đinh Hùng
- Kiên Giang
- Bích Sơn
- Châu Loan
- Trần Thị Tuyết[6]
- Hồng Vân[7]
- Hoàng Oanh
- Văn Thành
- Linh Nhâm
- Kim Cúc
- Lài Tâm
- Vũ Kim Dung
- Hoàng Thanh
- Đoàn Yên Linh
- Bảo Cường
- Hồng Năm
- Tô Kiều Ngân
- Thúy Đạt
- Thúy Mùi
- Khắc Tư
- Xuân Hanh
- Hà Vi
- Phương Dung
- Thanh Hòa
- Hoàng Quốc Anh
- Hồng Ngát
- Văn Chương
- Vương Hà
- Thanh Hoài
- Bạch Hạc
- Tôn Nữ Lệ Ba
- Trang Nhung
- Hồng Liên
- Lệ Quyên
- Linh Ngâm
- Ngọc Đóa
- Đặng Quang
- Hoàng Thư
- Hoàng Đức Tâm
- Quỳnh Như
- Hoàng Kim
- Huyền Trân
- Ngọc Sang
- Nguyễn Thanh Ngâm
- Quang Minh
- Phạm Trúc Giang
- Vân Khánh